# Проводник (узел)
Проводни́к разг. в альпинизме (англ. Overhand Loop) — узел, завязанный сдвоенной верёвкой (петлёй), применявшийся «на заре» альпинизма для создания точки крепления на середине базовой альпинистской верёвки и для крепления в связке среднего участника. Приобрёл название «у́зел проводника́», так как петлю узла плотно оборачивали вокруг пояса альпиниста. В настоящее время в альпинизме узел проводника не используют в страховке, и заменяют страховочной системой с восьмёркой. Узел — прост, надёжен со сто́порным (или контрольным) узлом.
Узел — наипростейший и самый распространённый из всех петлевых узлов, применяемых в быту; может быть использован в качестве крепёжного или стопорного узла на конце верёвки. Также завязывают закрытой петлёй на середине верёвки, однако натяжение должно осуществляться исключительно за оба конца, сложенных вместе. Петлю используют для ввязывания в неё другой верёвки (создание бекетового узла) или подвеса.
В морском деле не применяют.

## Способ завязывания

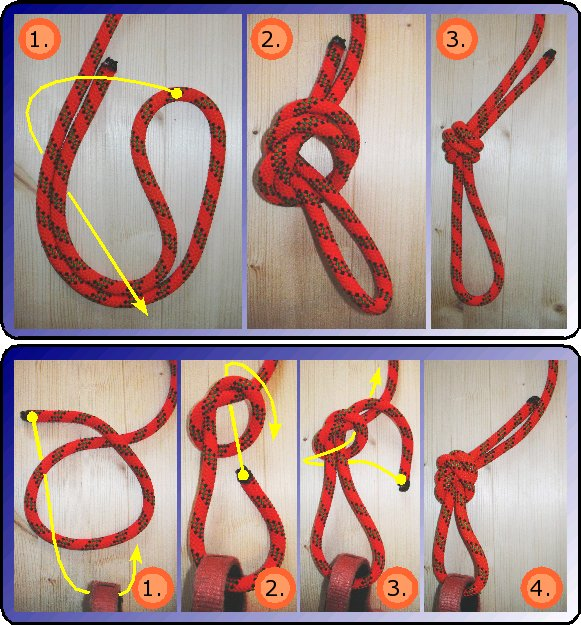
Сверху — завязывание узла сдвоенным концом.
Снизу — одинарным ходовым концом верёвки

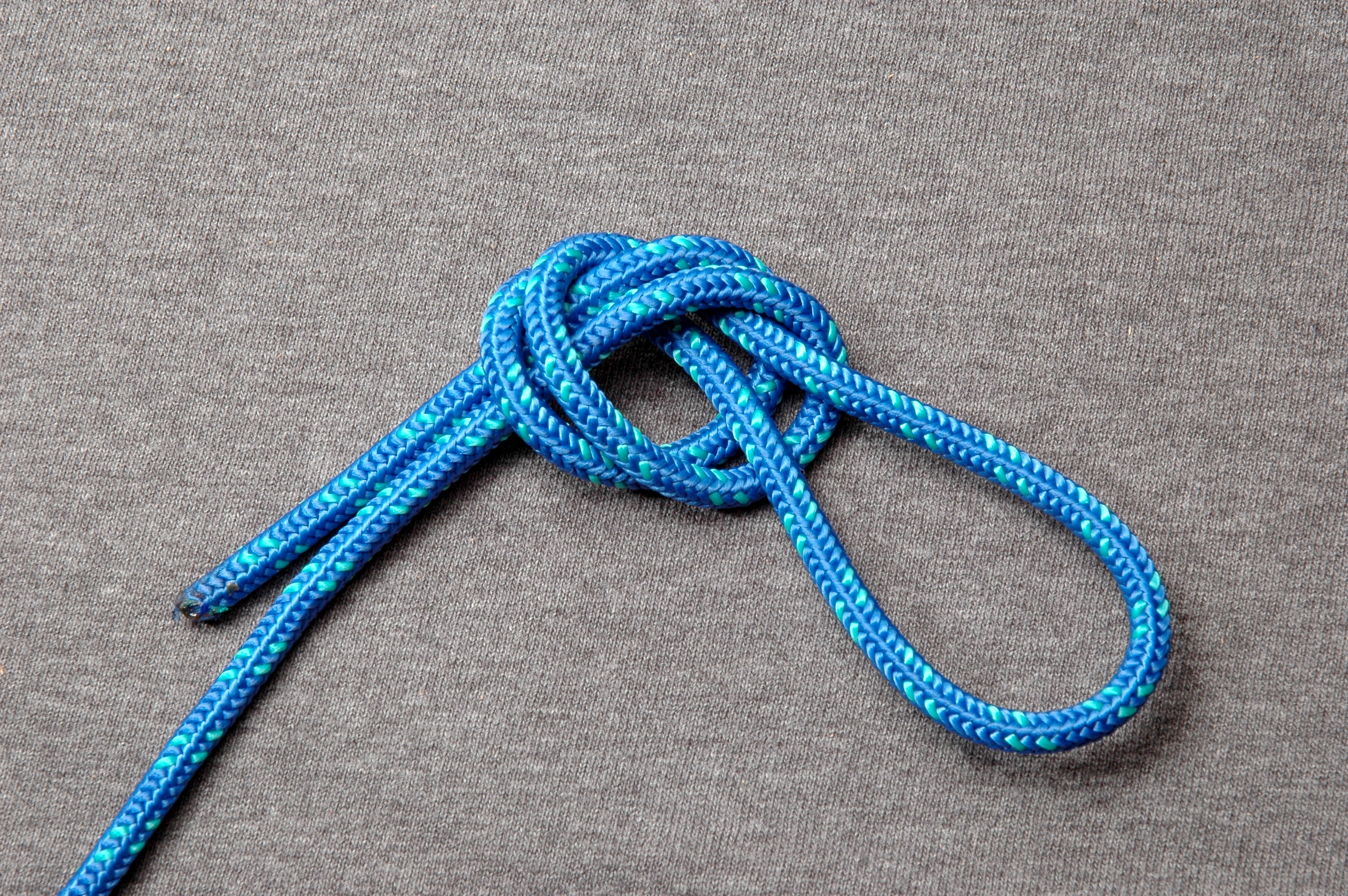
узел проводника до затягивания и ещё без обязательного контрольного (или стопорного) узла ходовым концом верёвки за коренной

Существуют два способа завязывания узла проводника:
- Завязать простой узел сдвоенным концом верёвки; затянуть; завязать контрольный узел ходовым концом верёвки на коренном (если узел завязан на середине верёвки, контрольный узел не требуется)
- Для завязывания на опоре — завязать простой узел на коренном конце верёвки; вдеть в узел ходовой конец, и повторить рисунок узла; затянуть; завязать контрольный узел ходовым концом верёвки на коренном

Ошибки при завязывании
- Ошибка — ходовой конец располагается над коренным (половина узла не затягивается под нагрузкой должным образом)
- При небрежном завязывании образуются перехлёсты (труднее развязывать)

## Признаки
Плюсы
- Узел — прост
- Легко завязывать одной рукой
- Возможно завязывать на конце верёвки или середине
- Контрольный (или стопорный) узел — не нужен (если узел завязывают на середине верёвки)

Минусы
- После нагрузки и на мокрой верёвке узел трудно развязывать
- «Ползёт»[26] (особенно на жёсткой верёвке)
- Петля находится под углом к основной верёвке
- Необходим контрольный[27][28][29] (или стопорный) узел (если узел завязывают на конце верёвки)

## Применение
В быту
- При изготовлении струнных музыкальных инструментов
- При обвязывании (креплении) груза на телеге (кузове грузовика)[11]

В альпинизме
- Применяют для привязывания поясницы альпиниста к середине верёвки в связке[18][30] (если нет страховочной системы); в альпинизме узел называют «узлом проводника»
- Как тормозящий узел в связке альпинистов при передвижении по снегу

В туризме
- Для связывания верёвок — 2 узла проводника на концах верёвок соединяют карабином[31][32]
- Узел проводника завязывают на конце верёвки в качестве сто́порного узла[22][33]; в туризме узел называют «проводником»

В спелеотуризме
- Может применяться в качестве амортизирующего узла[34][35] между двух точек крепления верёвки (в этом случае после узла контрольный узел не завязывают)